# 石关乡
石关乡，是中华人民共和国安徽省安庆市岳西县下辖的一个乡镇级行政单位。

## 行政区划
石关乡下辖以下地区：
张家村、蛇形村、东冲村、石关村、龙潭村、象形村、黄洋村和马畈村。